# セルマン・レイス

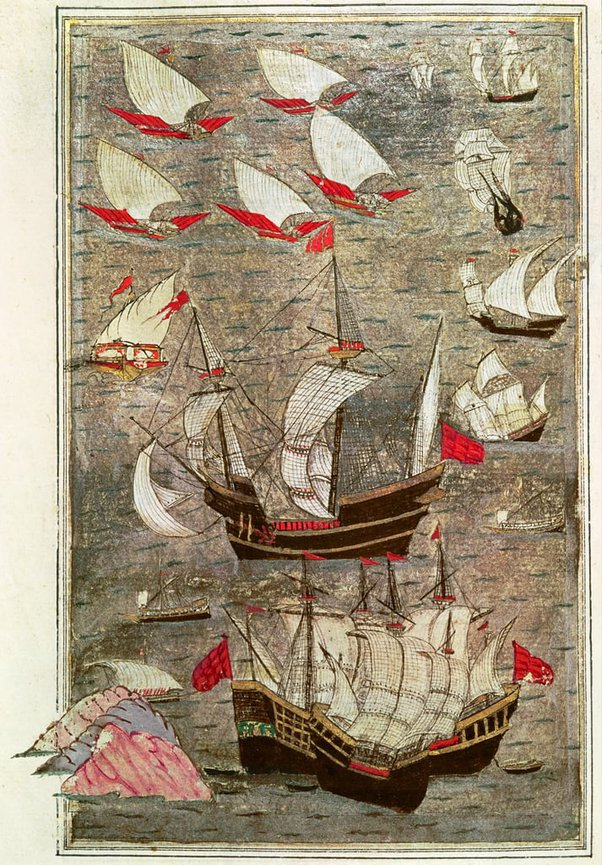
16世紀のインド洋におけるオスマン帝国艦隊。

セルマン・レイスは、16世紀前半のオスマン帝国海軍の提督。元海賊で、エジプトのマムルーク朝の海軍で活躍し、オスマン帝国に復帰してからもポルトガルと戦った。エーゲ海のレスボス島出身。

## マムルーク朝の傭兵
マムルーク朝の末期、セルマン・レイスは、2,000人の武装したレヴァンテ人の一団を率いてマムルーク朝で軍務に就いた。これは、オスマン帝国のスルタン・セリム1世の意志に反する物だったと推測される。
インドとエジプトの間の香辛料貿易がポルトガルによって妨害されていたため、セルマン・レイスは1515年の9月30日、マムルーク朝の艦隊19隻を率い、スエズを出撃してインド洋に向かった。
この艦隊には3,000名が参加しており、そのうち1,300人はトルコ人だった。
艦隊はカマラン島に要塞を建設した。が、1516年9月17日、イエメンとアデンの占領には失敗した。

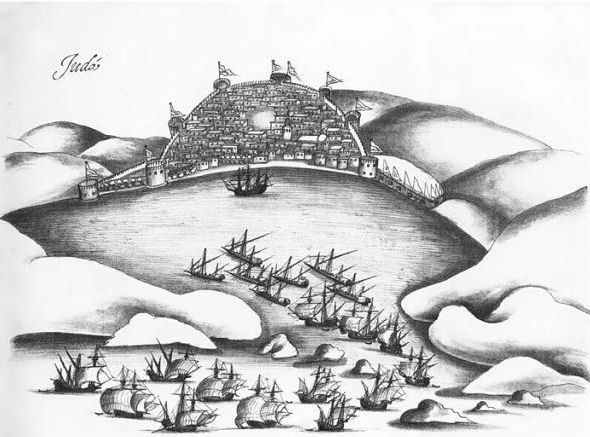
セルマンレイスは1517年にポルトガルの攻撃からジッダを守った。

1517年、彼はマムルーク朝が崩壊する直前の時期に行われたポルトガルの攻撃からジェッダを防衛した。

マムルーク朝が滅ぼされた後、セルマン・レイスはイスタンブールに送られ、1520年まで不忠を理由に投獄された。 

## オスマン帝国海軍提督
1524年、パルガル・イブラヒム・パシャのエジプト赴任に伴い、セルマン・レイスも軍務に復帰した。
彼は当時のインド洋の状況について詳細な報告を行った。エチオピア、イエメン、アフリカ南東部スワヒリ海岸といった地域の占領と、ホルムズ、ゴア、マラッカからのポルトガルの放逐を提案した。1525年、ポルトガル艦隊が紅海を襲撃したことで、彼らの脅威がエジプトに近づいていることが明らかになった。
1525年、セルマン・レイスは合計299門の大砲を備えた、18隻からなるオスマン帝国艦隊を指揮する提督となった。船は放置されていたジェッダ艦隊から回収されてスエズで改修された 。
約4,000の歩兵を率いるハイレッディン・アル＝ルーミと彼は協力して任に当たった。彼らは1526年にスエズを出発し、最初にジェッダを回復した。1527年1月にモカに上陸した後、彼らはイエメンの内陸部へ遠征軍を率いて進み、ムスタファ・ベグを斬首してこの地域の征服に成功した。
アデンは独立したままだったが、オスマン帝国の宗主権を認めた。その後、艦隊はカマラン島に海軍基地を設立するために出発した。
これにより、オスマン帝国は紅海の制海権を取り戻し、ポルトガルは1527年には紅海に艦隊を送りこめなくなった。 
これらの成功に続いて、インド洋の様々な戦力がポルトガルに対抗するため、オスマン帝国の助けを求めてきた。1527年にはホルムズの太守と、カリカットのザモリンから来た。
1528年までに、オスマン傭兵は遠くスマトラへと向かうイスラム教徒の船にまで乗っていた。
しかしその後、セルマン・レイスがハイレッディン・アル＝ルーミとの対立状態に陥ったことで、これらの努力は大幅に弱体化した。
セルマン・レイスは後に、ポルトガルおよびヒンドゥー教国の同盟に対抗して、インドのムスリム勢力を援護した。